# Romaldo Giurgola
Romaldo Giurgola (Roma, 2 de septiembre de 1920-Canberra, 16 de mayo de 2016) fue un arquitecto académico, profesor y autor italo-estadounidense-australiano. Después del servicio en las fuerzas armadas italianas durante la  Segunda Guerra Mundial, fue educado en la Universidad de Roma La Sapienza. Obtuvo una maestría en arquitectura de la Universidad de Columbia, y fue socio de la firma de Filadelfia Mitchell/Giurgola Architects desde 1958.

## Profesor
Giurgola fue profesor en la Universidad Cornell y en la Universidad de Pensilvania, luego en Columbia, antes de convertirse en presidente del departamento de arquitectura de Columbia en 1966. Fue galardonado con la Medalla de Oro del AIA en 1982.

## Arquitecto
El primer edificio importante de Mitchell / Giurgola fue el Memorial nacional a los hermanos Wright Centro de Visitantes (1957) para el Servicio de Parques Nacionales de Estados Unidos, un edificio que les trajo atención nacional por tres razones. Fue uno de los primeros NPS centros de visitantes que se convirtieron en un tipo de construcción en sí misma.

## Proyectos
- Memorial nacional a los hermanos Wright Centro de Visitantes, Kitty Hawk, Carolina del Norte (1958–60).
- Las añadiduras a la University of Pennsylvania Museum of Archaeology and Anthropology, Filadelfia, Pensilvania (1960–73).
- La residencia de Kenneth y Judy Dayton, Wayzata, Minnesota (1970).
- United Fund Headquarters Building, Filadelfia, Pensilvania (1971).
- INA Tower, Filadelfia, Pensilvania. (1971–75).
- Penn Mutual Tower, Filadelfia, Pensilvania (1971–75).
- Columbus East High School, Columbus, Indiana (1972).
- Lang Music Building, Swarthmore College, Swarthmore, Pensilvania (1973).
- Casa Thomas Jefferson, Brasilia, Brasil (1974).
- Liberty Bell Pavilion, Independence National Historical Park, Filadelfia, Pensilvania (1974–75, demolido en 2006).
- Tredyffrin Public Library, Strafford, Pensilvania (1976).
- Sherman Fairchild Center for the Life Sciences, Universidad de Columbia, Ciudad de Nueva York (1977).
- Parlamento de Australia, Canberra, Australia (1981–1988).
- Iglesia católica de Santo Tomás de Aquino, Charnwood, Australian Capital Territory, (1989).
- Layfayette Place (now Swissotel), Boston, Massachusetts (1985).
- Añadidura a la Catedral de San Patricio (Parramatta), Nueva Gales del Sur, Australia (2003).

## Galería

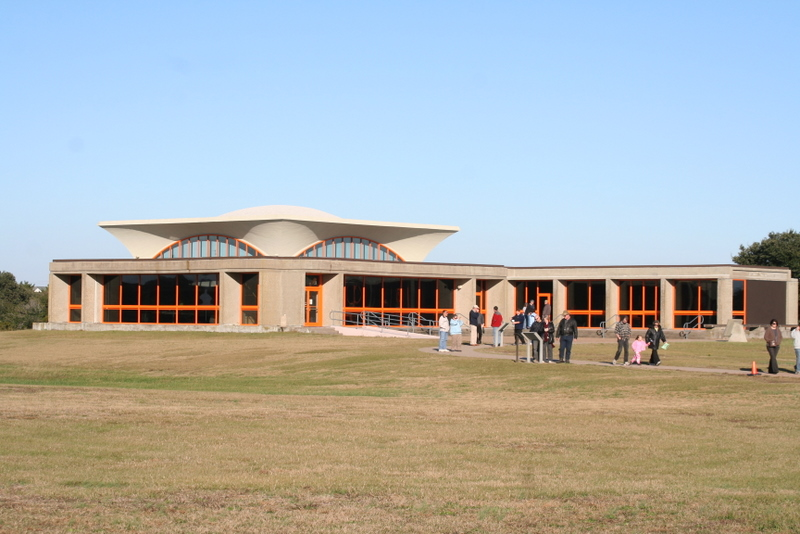
Memorial nacional a los hermanos Wright Centro de Visitantes (1958–60), Kitty Hawk, Carolina del Norte.
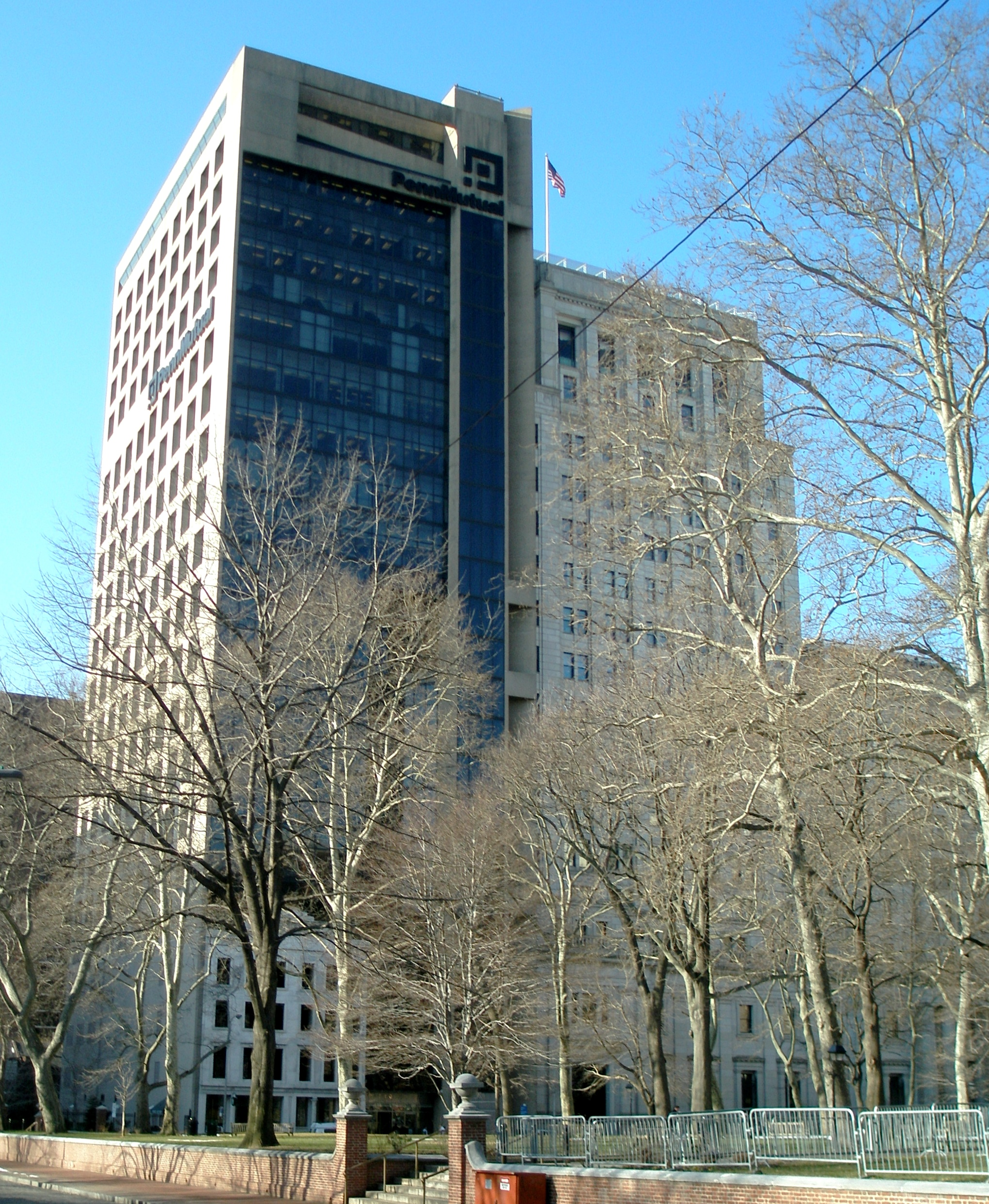
Penn Mutual Tower (1971–75), frente al Independence Hall, Filadelfia, Pensilvania.
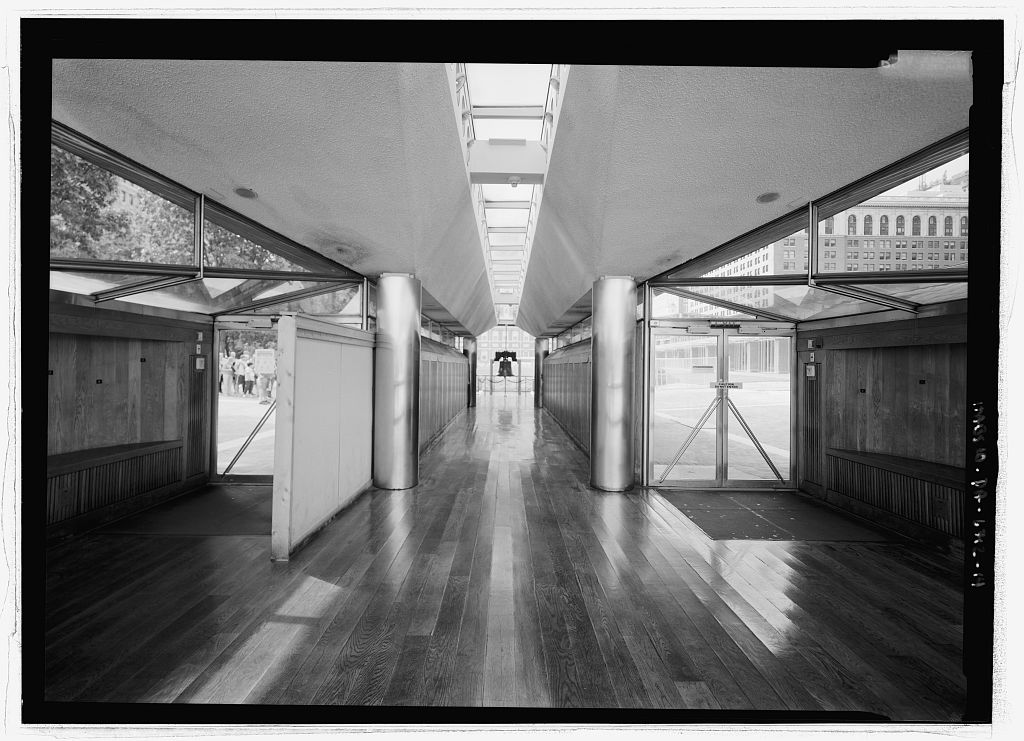
Campana de la Libertad (1974–75, demolido en 2006), Filadelfia, Pensilvania.
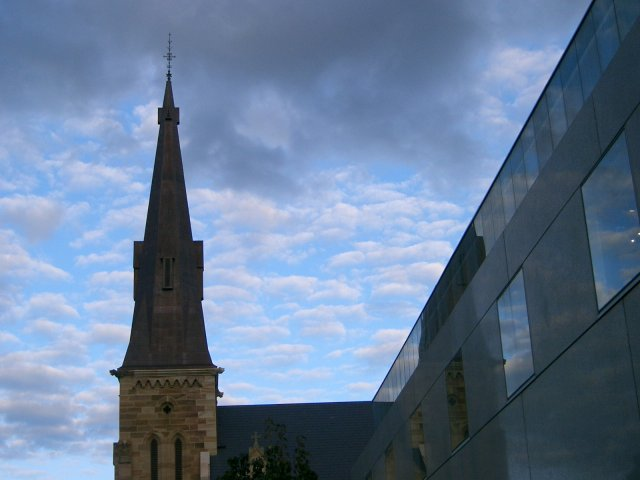
Catedral de San Patricio (Parramatta), Nueva Gales del Sur, Australia (2003 añadidura, derecha).
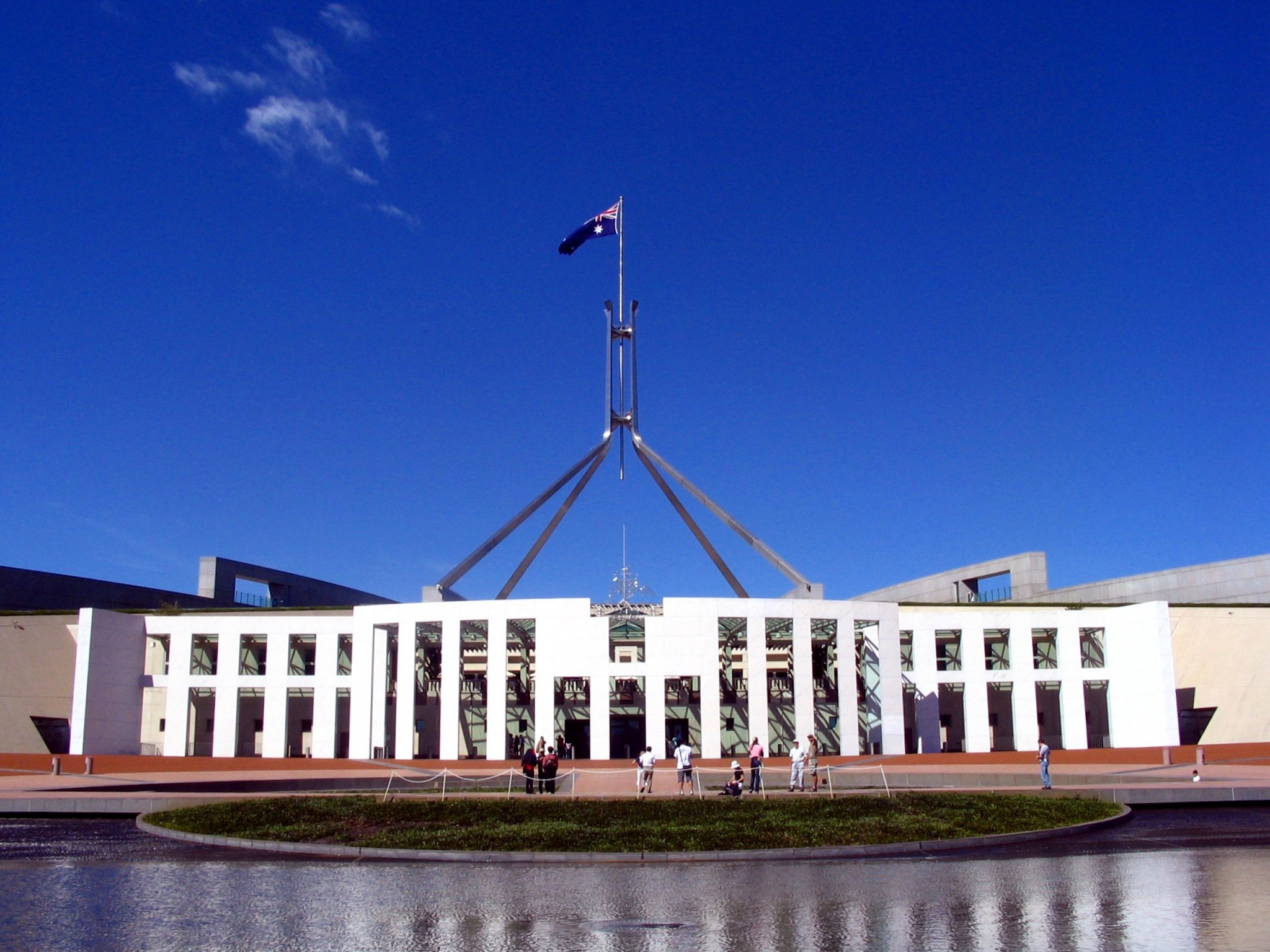
Parliament House (1981–88), Canberra, Australia.
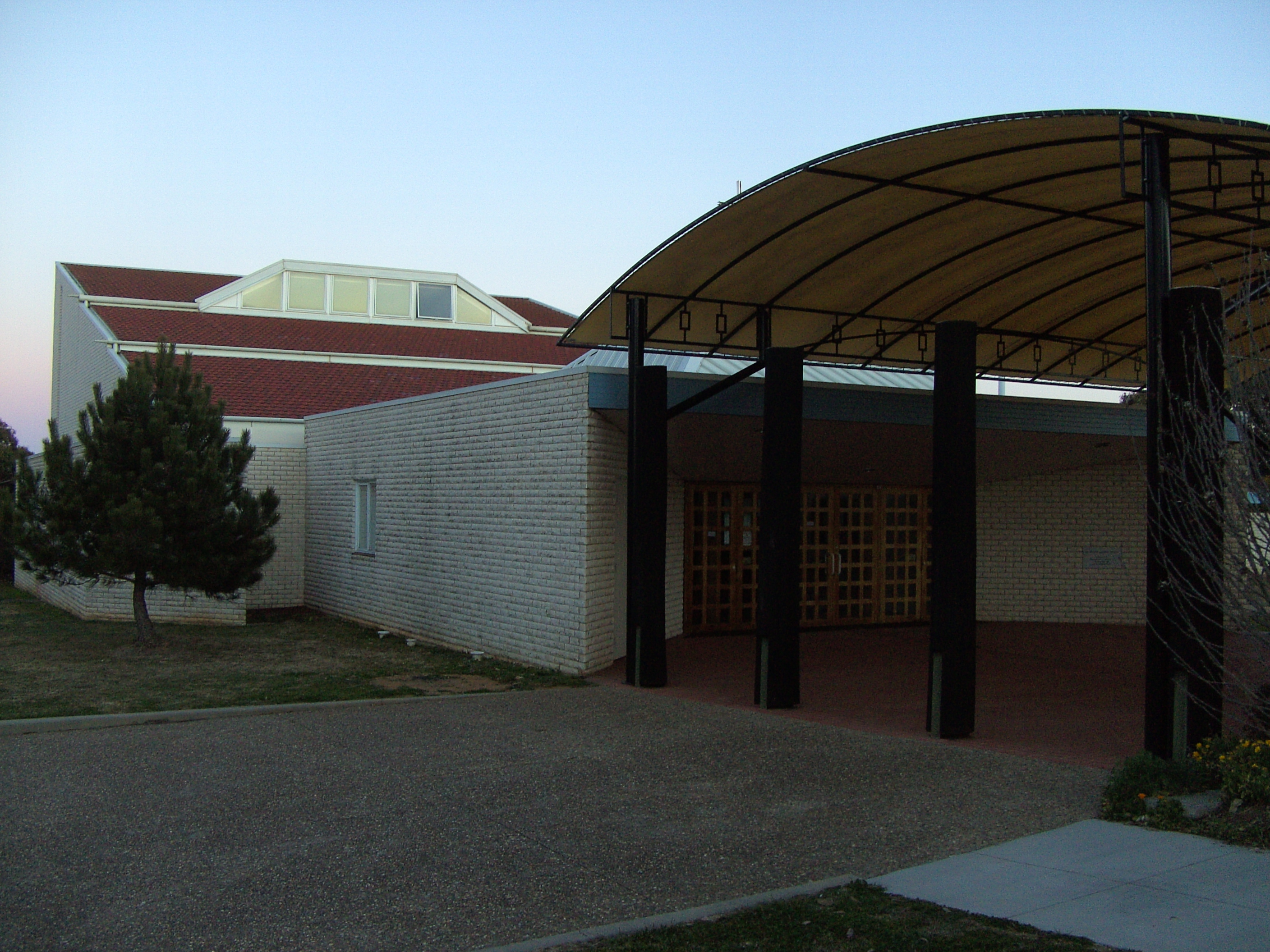
Iglesia católica de Santo Tomás de Aquino, Charnwood, Australian Capital Territory (1989) lado norte y puertas de entrada 35°12′20″S 149°01′55″E / -35.205675, 149.031897